# Selliguea feei
Selliguea feei är en stensöteväxtart som beskrevs av Jean Baptiste Bory de Saint-Vincent. Selliguea feei ingår i släktet Selliguea och familjen Polypodiaceae. Inga underarter finns listade.